# جورجيان بوبيسكو
جورجيان بوبيسكو (مواليد 20 أكتوبر 1984) هو ملاكم روماني، مثّل بلاده في الألعاب الأولمبية الصيفية 2008.

## روابط خارجية
جورجيان بوبيسكو على موقع بوكس ريك (الإنجليزية) (registration required)
- جورجيان بوبيسكو على موقع أوليمبيديا (الإنجليزية)